# 会津・東京フリーきっぷ
会津・東京フリーきっぷとは、JR東日本がかつて発売していた会津坂下駅、会津若松駅および喜多方駅と首都圏を往復し、かつ首都圏が有効期間乗り放題となる特別企画乗車券（「トクトクきっぷ」）である。

## 概要
- 原則として金土日あるいは土日月の3日間が有効期限である。
  - GW、夏休み、年末年始は平日でも購入可能である。
- 発売日は有効期限開始当日までである。
  - 金曜日からの切符であれば金曜日まで、土曜日からの切符であれば土曜日までとなる。
  - 長期休暇期間は出発当日に購入可能であるが、有効期間内に利用期間が入っていなければならない。詳しくはJR東日本のサイトを参照のこと。
- 経路は磐越西線・東北本線（東北新幹線）経由となる。
- 首都圏フリーエリアとの往復に新幹線や特急、急行を使用することも可能。
- 往復の新幹線（郡山～大宮・上野・東京）に指定席が使える。
  - 購入の際に指定席を自由席かを往復で独立して選択できる。
  - 指定列車変更は指定列車出発までに往復それぞれ1回だけ可能である。自由席から指定席への変更も同様である。
- フリー区間以外で途中下車はできない。
- 渡される切符は「往路」「復路」に「新幹線指定席をとればその切符」が渡される。
  - 同時に使用上の注意が印刷された切符としての機能を持たない券片（ご案内）も渡される。
  - 「往路」は出発駅からフリーエリア内での最初の出場駅まで使用。
  - 「往路」回収以降は「復路」を帰路駅まで使用する。つまり、東京フリー区間内では「復路」を使用することで乗り放題となる。なお、フリー区間内で自動改札機を通しても回収されない。

## フリーエリア
以下はJR東日本路線のエリア境界を表す。
- 東海道本線大船駅以東
  - 鎌倉方面はエリア内
  - 茅ヶ崎方面はエリア外
- 横浜線橋本駅
  - 茅ヶ崎方面はエリア外
- 中央本線高尾駅以東
- 青梅線・五日市線拝島駅
  - 八高線区間はエリア外
- 埼京線・宇都宮線・京浜東北線・湘南新宿ライン大宮駅以南
  - 川越線川越方面および宇都宮線宇都宮方面はエリア外
- 常磐線取手駅以南
- 成田線成田駅
  - 成田空港方面はエリア外
- 成田線・総武本線佐倉駅以西
  - 成東方面はエリア外
- 京葉線蘇我駅
  - 内房線外房線はエリア外
- このほかに東京臨海高速鉄道線、東京モノレール線の全線が入る。